# Alaviv
Alaviv ou Alawiw ; (en latin : Alavivus) est un chef wisigoth (tervinge (en)) de la 2e moitié du IVe siècle qui, avec Fritigern, mena une partie des Wisigoths au sud du Danube, dans l'Empire romain, pour fuir les Huns dirigés par Balamber.

## Biographie
Prince de « race royale » selon Amédée Thierry, Alaviv abandonna le paganisme pour se convertir au christianisme arien prêché par Ulfila et, selon Socrate le Scolastique, prit la défense de ses compatriotes ariens, persécutés par le roi des Wisigoths Athanaric, resté fidèle aux dieux germaniques.
Face à la menace des Huns qui, récemment apparus sur les rives de la mer Noire avaient soumis les Alains et détruit l' « empire ostrogoth » du roi Ermanaric, les Wisigoths finirent par se diviser en deux parties : l'une, restée fidèle au paganisme et au roi Athanaric, se réfugia dans les Carpates jusqu'à un plateau abrupt et presque inaccessible appelé Caucaland par Ammien Marcellin (Caucalandenses locus) ; l'autre partie (la plus nombreuse), dirigée par Alaviv et Fritigern, se dirigea vers la frontière de l'Empire romain, sur le Danube.
Alaviv et Fritigern se mirent à la tête de 20 000 hommes en état de porter des armes, en plus de leurs familles et de Ulfila, en tête de son clergé « blond et fourré » selon Jérôme de Stridon, et franchirent le Danube pour se diriger vers la Mésie inférieure et supplier l'empereur romain Valens de leur accorder des « terres à cultiver ».
« Jour et nuit, raconte Ammien Marcellin, en vertu de l'autorisation impériale, les Goths entassés sur des barques, des radeaux, et des troncs d'arbres creusés, étaient transportés au-delà du Danube pour s'installer en Thrace… Quantité d'entre eux, vu la trop grande presse s'efforcèrent de passer à la nage, et furent engloutis… Et tout cet empressement, tout ce désordre pour aboutir à la ruine du monde romain ».
La manière cruelle et insultante dont les commandants romains procédèrent à leur colonisation, poussa Alaviv et Fritigern à la révolte. En effet, quand les femmes, les jeunes filles, les enfants eurent été mis à part pour être internés, les préposés romains, tribuns, centurions, officiers civils, agents de prostitution, se jetèrent sur eux comme sur une proie qui leur était dévolue. Selon Zosime, on enlevait les jeunes garçons pour les réduire en servitude. De plus, selon Ammien Marcellin, les Romains essayèrent en 377 d'égorger Fritigern et Alaviv au cours d'un banquet, et la guerre commença. Grossies par des bandes barbares à la solde des Romains mais révoltées contre l'Empire, et renforcées par des troupes ostrogothiques (Greuthunges) dirigées par Safrax et Alatheus, les troupes d'Alaviv et de Fritigern battirent d'abord une armée romaine lors de la bataille de Marcianopolis puis livrèrent le 9 août 378 sous les murs d'Andrinople une célèbre bataille dans laquelle l'empereur Valens périt, brûlé vif dans une cabane de paysan qui se trouvait à peu de distance du champ de bataille et qui fut incendiée par des guerriers wisigoths. L'armée romaine décimée, Alaviv et Fritigern portèrent alors le fer et le feu dans toutes ces contrées, et restèrent en possession définitive de la Mésie et de la Thrace. Les Wisigoths furent de ce fait le premier peuple « barbare » à s'installer dans un Empire romain déclinant, affaibli par l'anarchie politique et militaire, les pertes militaires, les conflits religieux et les tensions sociales.
Alaviv fut peut-être le père du roi Alaric.